# Asım Orhan Barut
Asım Orhan Barut (Malatya, 6 de junio de 1926-Boulder, 5 de diciembre de 1994) fue un físico teórico turco-estadounidense.

## Biografía
Recibió tanto su diploma universitario como su doctorado en la Escuela Politécnica Federal de Zúrich en 1949 y 1952, respectivamente. Realizó sus estudios posdoctorales en la Universidad de Chicago desde 1953 a 1954.
Fue profesor asistente en el Reed College de 1954 a 1955 y luego se unió a la facultad de la Universidad de Siracusa en 1956. Se convirtió en profesor de física en la Universidad de Colorado en Boulder en 1962 y trabajó durante 32 años.
Sus intereses de investigación se centraron en los métodos de teoría de grupos en física. Sus libros incluyen Theory of the Scattering Matrix, Electrodynamics and Classical Theory of Fields and Particles and Representations of Noncompact Groups y Applications. Fue elegido miembro de la Sociedad Estadounidense de Física en 1966.